# Velika Štanga
Velika Štanga je naselje v Občini Šmartno pri Litiji.